# Самуел Камхи
Самуел Камхи (Вишеград, 18. јун 1904 — Сарајево, 22. април 1972) је био правник и редовни професор на Правном факултету Универзитета у Сарајеву.

## Биографија
Правне студије завршио je 1930 y Загребу, где je и докторирао 1931. Све до рата радио je прво као приправник, a после као судија у Среском суду у Сарајеву од 1932. до 1941. Други свјетски рат провео је у њемачком заробљеништву. После повратка y земљу 1945. године, радио je прво y Министарству правосуђа Босне и Херцеговине, a затим y Предсједништву владе НР БиХ гдје је био начелник Правног одјељења (1945–1949) гдје је предавао предмет Грађанско процесно право. На Правном факултету y Сарајеву изабран je за доцента 1949, за ванредног професора 1953, a за редовног професора 1958. Једно време предавао je и Међународно приватно право. Дужност декана на овом факултету обављао је од 1954. до 1955. Објавио је велики број научних и стручних радова, у којима је обрађивао најактуелнију проблематику из области грађанског процесног права. Био је предсједник Удружења универзитетских наставника и проректор Универзитета у Сарајеву (1958–1960). Дуго година био је главни правни савјетник у Скупштини НРБиХ.